# Relax Your Mind
Relax Your Mind ist das Debütalbum der beiden Akustikgitarristen Jon Mark und Alun Davies. Das von Shel Talmy produzierte Album ist 1963 bei Decca Records erschienen und wird dem Genre Skiffle und Folk zugerechnet.

## Geschichtliches
Das 1963 veröffentlichte Album „Relax Your Mind“ ist die erste gemeinsame Plattenveröffentlichung der beiden Schulfreunde Jon Mark und Alun Davies, die um 1968 gemeinsam mit Nicky Hopkins, Harvey Burns und Brian Odgers die Band „Sweet Thursday“ gegründet haben, deren gleichnamiges Album („Sweet Thursday“, 1969) wegen des gleichzeitigen Konkurses der Plattenfirma Schiffbruch erlitten hat, worauf Jon Mark von John Mayall engagiert wurde, auf dessen Alben „The Turning Point“ und „Empty Rooms“ Mark mitspielte, bevor er 1970 gemeinsam mit Johnny Almond die Folkrock-Jazzband Mark-Almond gründete, der 1973 kurzfristig auch Alun Davies angehörte, der in den 1970er Jahren vor allem als Gitarrist von Cat Stevens’ Band bekannt wurde.

## Albumcover als Filmrequisit
In Richard Lesters im Jahr 1965 inszenierter britischer Filmkomödie Der gewisse Kniff ist neben der auf einem Bett liegenden Schauspielerin Rita Tushingham das Schallplattencover von „Relax Your Mind“ als Filmrequisit zu sehen.

## Titelliste
A-Seite
1. Relax Your Mind (Burchell, Davies)
2. Walk to the Gallows (Burchell, Davies)
3. I’m My Own Granpa (Dwight Latham, Moe Jaffe)
4. The Poor Fool’s Blues (Burchell, Davies)
5. Black is the Colour (trad. arr. Talmy, Stone)
6. Easy Rambler (Burchell, Davies)
7. I Never Will Marry (trad. arr. Talmy, Stone)

B-Seite
1. Alberta (trad. arr. Talmy, Stone)
2. John B. (trad. arr. Talmy, Stone)
3. The Song of the Salvation Army (trad. arr. Talmy, Stone)
4. Lone Green Valley (trad. arr. Talmy, Stone)
5. The Way of Life (Burchell, Davies)
6. Sinking of the Reuben James (Woody Guthrie)

## Hörprobe
- Jon Mark & Alun Davies: Alberta.